# 泰尔希艾久加斯足球俱乐部
泰尔希艾久加斯足球俱乐部是立陶宛特爾希艾的一家足球俱乐部，参加立陶宛足球超級聯賽的赛事。主場为泰尔希艾市中央体育场。

## 历史
2019年的久加斯赢得了低一级别的联赛冠军，本来可以升级至超級聯賽，但没有达到超级联赛的资格标准。2020年虽然只获得第四名，但2021年时获得了超级联赛的参赛资格。

## 外部連結
- 官方网站 （立陶宛文）